# Яковята
 Яковята  — деревня в Афанасьевском районе Кировской области в составе Пашинского сельского поселения.

## География
Расположена на расстоянии примерно 29 км на юг-юго-запад по прямой от райцентра поселка Афанасьево.

## История
Известна с 1891 года как починок Сылдошурский, в 1905 дворов 4 и жителей 37, в 1926 (Яковятский или Сыльшерский починок) 13 и 57 (из них 43 «пермяки»), в 1950 (Яковятская) 12 и 60, в 1989 3 жителя. Настоящее название утвердилось с 1978 года.  

## Население
Постоянное население составляло 2 человек (русские 50%, удмурты 50%) в 2002 году, 1 в 2010.